# Pat Jenkins
Sidney Francis „Pat“ Jenkins (* 25. Dezember 1911 oder 1914 in Norfolk (Virginia); † 2. September 2006) war ein US-amerikanischer Jazzmusiker (Trompete, Gesang).
Jenkins war 1937 Gründungsmitglied der Savoy Sultans, bei denen er nicht nur auf der Trompete, sondern auch als Bandvokalist in Titeln wie „We’d Rather Jump Than Swing“ zu hören war. Nach Ableistung des Militärdienstes während des Zweiten Weltkriegs arbeitete er bei Tab Smith. 1946/47 wirkte er bei Plattensessions von Wynonie Harris und Big Joe Turner mit; von 1951 bis 1976 gehörte er dem Orchester von Buddy Tate an, das ein Engagement im  New Yorker Celebrity Club hatte. Im Bereich des Jazz war er zwischen 1938 und 1973 an 21 Aufnahmesessions beteiligt.